# Choi Jin-hyuk
Choi Jin-hyuk (en hangul, 최진혁) (9 de febrero de 1986) es un actor y cantante ocasional de Corea del Sur. Anteriormente conocido como Kim Tae-ho, en 2010 cambió su nombre por el actual.

## Biografía
Jin-hyuk empezó su servicio militar el 31 de marzo de 2015. Tuvo la opción de ingresar a la Policía Metropolitana de Seúl como oficial, sin embargo, decidió ingresar al ejército como soldado activo. Luego de siete meses fue dado de baja por una lesión en la rodilla.

## Carrera
Kim Tae-ho inició su carrera de actor después de ganar el gran premio en el concurso de talentos de KBS llamado Survival Star Audition en el 2006. En el 2010, empezó a utilizar como nombre artístico Choi Jin-hyuk antes de la emisión del drama familiar It's Okay, Daddy's Girl, en el que fue elegido por primera vez como parte del elenco protagonista. También ha participado en comedias románticas como I Need Romance en el 2011 y Ms Panda and Mr Hedgehog en el 2012. 
Su popularidad aumentó en el 2013, después de aparecer en el drama de época Gu Family Book obteniendo buenas críticas. Además obtuvo papeles secundarios en dos proyectos importantes: The Heirs, drama coreano del escritor Kim Eun Sook y God's Trick, una película de acción a lanzarse en el 2014, su coprotagonista en esta película, Jung Woo Sung también lo dirigió en la película corta Beginning of a Dream.
Choi Jin-hyuk fue elegido para protagonizar el drama Emergency Couple junto a la actriz Song Ji-hyo, siendo el primer rol protagónico para el actor, donde interpreta a Oh Chang-min, un médico internista que vuelve reencontrarse con su exesposa en el hospital donde trabaja. El drama fue estrenado el 24 de enero de 2014 a través de TvN. Luego, se unió al drama Fated to Love You, adaptación de la serie de televisión taiwansea del mismo nombre estrenada en 2008. Obtuvo un rol protagónico en el drama Pride and Prejudice. Además de realizar un papel menor en la película japonesa Koisuru Vampire ("Vampire in Love").
El 7 de junio del 2019 se unió al elenco principal de la serie Justice donde interpretó al inteligente abogado Lee Tae-kyung, hasta el final de la serie el 5 de septiembre del mismo año.
El 28 de marzo del 2020 se unió al elenco principal de la serie Rugal donde dio vida a Kang Ki-beom, un oficial de policía que es acusado falsamente del asesinato de su esposa, hasta el final de la serie el 17 de mayo del mismo año.
En abril del 2020 se anunció que estaba en pláticas para unirse al elenco principal del drama Mouse.
El 21 de septiembre del mismo año se unió al elenco de la serie Zombie Detective donde dio vida a Kim Moo-young, un hombre que luego de morir revive como un zombi y comienza a trabajar como el jefe de una agencia de detectives, hasta el final de la serie el 27 de octubre del mismo año.

## Filmografía

### Series de televisión
| Año     | Título                                  | Rol                          | Canal     | Notas                           | Ref.          |
| ------- | --------------------------------------- | ---------------------------- | --------- | ------------------------------- | ------------- |
| 2006-07 | Just Run!                               | Lee Hyuk Jin                 | KBS2      |                                 |               |
| 2007    | A Neighborhood for Young People         | Kim Byung-yong               | KBS2      | Drama City                      |               |
| 2007-08 | Belle                                   | Oh Jae Hyuk                  | KBS1      |                                 |               |
| 2008    | Hometown Legends "Nine-tailed Fox"      | Hyo Moon                     | KBS2      |                                 |               |
| 2008-09 | My Precious Child                       | Ha Dong Woo                  | KBS2      |                                 |               |
| 2009    | Hometown Legends "Come with Me to Hell" | Lee Rang                     | KBS2      |                                 |               |
| 2010    | Pasta                                   | Sunwoo Deok                  | MBC       |                                 |               |
| 2010-11 | It's Okay, Daddy's Girl                 | Choi Hyuk-gi                 | SBS       |                                 |               |
| 2011    | I Need Romance                          | Bae Sung-hyun                | tvN       |                                 |               |
| 2011-12 | My Daughter the Flower                  | Koo Sang-hyuk                | SBS       |                                 |               |
| 2012    | Ms Panda and Mr Hedgehog                | Choi Won-il                  | Channel A |                                 |               |
| 2013    | Gu Family Book                          | Koo Wol-ryung                | MBC       |                                 |               |
| 2013    | The Heirs                               | Kim Won                      | SBS       |                                 |               |
| 2014    | Emergency Couple                        | Oh Chang-min                 | tvN       |                                 |               |
| 2014    | Fated to Love You                       | Daniel Pitt                  | MBC       |                                 |               |
| 2014    | Flower Grandpa Investigation Unit       | Lee Joon-hyuk de joven       | tvN       | Cameo                           | [ 21 ]        |
| 2014-15 | Pride and Prejudice                     | Koo Dong-chi                 | MBC       |                                 |               |
| 2017    | Tunnel                                  | Det. Park Kwang-ho           | OCN       |                                 |               |
| 2018    | Devilish Charm                          | Gong Ma-sung                 | MBN       |                                 |               |
| 2018-19 | The Last Empress                        | Na Wang-shik / Cheon Woo-bin | SBS       |                                 |               |
| 2019    | Justice                                 | Lee Tae-kyung                | KBS       |                                 |               |
| 2019    | Flower Crew: Joseon Marriage Agency     | -                            | KBS       |                                 |               |
| 2020    | Rugal                                   | Kang Ki-beom                 | OCN       |                                 | [ 22 ] [ 23 ] |
| 2020    | Zombie Detective                        | Kim Moo-young                | KBS2      |                                 |               |
| 2020    | Queen Cheorin                           | Jang Bong-hwan               | tvN       | Aparición especial, ep. 1, 6, 7 | [ 24 ]        |
| 2021    | Siren                                   | Choi Tae-seung               |           | Drama Special                   | [ 25 ]        |
| 2023    | Numbers                                 | Han Seung-jo                 | MBC       |                                 | [ 26 ] [ 27 ] |
| 2024    | Ella de día, otra de noche              | Gye Ji-woong                 | JTBC      |                                 | [ 28 ] [ 29 ] |

### Películas
| Año  | Título                             | Personaje  |
| ---- | ---------------------------------- | ---------- |
| 2012 | Tone-deaf Clinic aka Love Clinique | Min Soo    |
| 2013 | Beginning of a Dream               | Kim Jun Su |
| 2014 | The Divine Move                    | Sun Soo    |
| 2015 | Koisuru Vampire                    | Mike       |

### Programas de Variedades
| Año  | Título                                                             | Canal       | Nota               |
| ---- | ------------------------------------------------------------------ | ----------- | ------------------ |
| 2006 | Survival Star Audition                                             | KBS 2TV     | Concursante        |
| 2010 | Star Photographer Tansaenggi - Passionate Force                    | MBC Every 1 | Elenco principal   |
| 2013 | MBC 10th Anniversary Special: De Dae Jang Geum hasta I Am a Singer | MBC         | Presentador        |
| 2013 | Running Man                                                        | SBS         | Invitado (Ep. 166) |
| 2014 | Happy Together (Temporada 3)                                       | KBS 2TV     | Invitado (Ep. 363) |
| 2019 | We Will Channel You: To Become Stronger                            |             | Invitado           |

### Aparición en videos musicales
- 2013: "Sad Song" de Tae One
- 2012: "Even If I Choke Up" de TGUS

## Discografía
- 2011: «Enough to Die» - BSO It's Okay, Daddy's Girl.
- 2012: «Inverted Love» - BSO Ms Panda and Mr Hedgehog.
- 2013: «Don’t Look Back» - BSO The Heirs.[33]
- 2013: «Best Wishes to You» -  Gu Family Book.[34]
- 2014: «Scent of a Flower»". - BSO Emergency Couple

## Anuncios
- 2013: Haglöfs (marca de equipos para campamentos)
- 2013: Daniel Cremieux (marca de ropa)
- 2013: Arnold Palmer (marca de ropa)
- 2013: Gillette Razor (máquina de afeitar)

## Premios y nominaciones
| Año  | Premio                       | Categoría                                        | Trabajo Nominado    | Resultado |
| ---- | ---------------------------- | ------------------------------------------------ | ------------------- | --------- |
| 2006 | KBS Survival Star Audition   | Primer Lugar                                     | Él mismo            | Ganó      |
| 2013 | MBC Drama Award              | Mejor Nuevo Actor                                | Gu Family Book      | Nominado  |
| 2013 | 2nd APAN Star Awards         | Mejor Nuevo Actor                                | Gu Family Book      | Ganó      |
| 2013 | 6th Style Icon Awards        | Best K-Style Award                               | Él mismo            | Ganó      |
| 2013 | SBS Drama Awards             | Nueva estrella                                   | The Heirs           | Ganó      |
| 2014 | 50th Baeksang Arts Awards    | Mejor nuevo actor de TV                          | Gu Family Book      | Nominado  |
| 2014 | 2nd Asia Rainbow TV Awards   | Mejor actor de reparto                           | Gu Family Book      | Ganó      |
| 2014 | 7th Korea Drama Awards       | premio a la excelencia, Actor                    | The Heirs           | Nominado  |
| 2014 | 7th Style Icon Awards        | Top 10 Style Icons                               | Él mismo            | Nominado  |
| 2014 | 51st Grand Bell Awards       | Mejor nuevo actor                                | The Divine Move     | Nominado  |
| 2014 | 35th Blue Dragon Film Awards | Mejor nuevo actor                                | The Divine Move     | Nominado  |
| 2014 | MBC Drama Awards             | Premio a la excelencia, Actor en Drama especial  | Pride and Prejudice | Ganó      |
| 2018 | SBS Drama Award              | Premio a la excelencia, Drama (miércoles/jueves) | The Last Empress    | Ganó      |
| 2021 | KBS Drama Award              | Best Actor in Drama Special/TV Cinema            | Siren               | Nominado  |